# Drumma Boy
Christopher James Gholson, mais conhecido por seu nome artístico Drumma Boy, é um produtor musical e rapper de Memphis, Tennessee.

## Discografia
- Welcome II My City - Mixtape (Drum Squad Records 2009)
- The Birth Of D-Boy Fresh - Mixtape (Drum Squad Records 2011)